# Paweł Tuchlin
Paweł Alojzy Tuchlin (28 de abril de 1946 - 25 de mayo de 1987) fue un asesino en serie polaco cuyo nombre en código era Escorpión por la Milicia Ciudadana. Fue condenado a muerte y ahorcado por el asesinato de 9 mujeres y otros 11 intentos de asesinato, entre 1975 y 1983.

## Infancia y juventud
Tuchlin nació de padre Bernard, un granjero alcohólico abusivo y madre Monika (de soltera Weier), donde era el octavo hijo de once hermanos. Ambos padres lo maltrataron severamente. Todavía mojaba la cama cuando era adolescente y todos en el pueblo lo sabían. Tuchlin dijo en el tribunal:
"Mi enfermedad era que estaba empapada mientras dormía durante la noche. Y la única medicina que tenía en casa era la "pyda", un tejido de tangas. Cuando llegaba la mañana, mi madre o mi padre revisaban la cama. Cuando estaba mojada "Recibí una dosis de la "medicina". Al día siguiente, la escena se repitió, porque mi padre opinaba que yo estaba acostado en mi cama por malicia o por pereza".
"No les agradaba, sobre todo cuando papá bebía, lo cual ocurría a menudo. En ese momento Paweł ya no estaba allí, sólo era "dujcok", "piss" y "skunk". Por ejemplo, dinero para el cine."
"Después crecí, de vez en cuando había algún tipo de diversión en la sala, se iba, pero todo se iba conmigo. Querías bailar, bueno, vas, le preguntas a una chica, y ella te conoce, es ella, no lo sé, pero creo que es una pena bailar con alguien que está empapado, dice: "Apesta, no quiero bailar contigo", o algo así. Colegas, amigos, haganse felices".
Terminó su servicio militar después de unos meses, cuando resultó que tenía problemas de audición.
Tuchlin huyó a Gdansk, consiguió trabajo como conductor y se casó. Durante este período fue condenado por hurtos menores. Cumplió esas condenas del 20 de diciembre de 1976 al 28 de junio de 1979. Tiempo después se divorció de su esposa y se volvió a casar con una mujer llamada Regina. Sus vecinos lo describieron como un hombre tranquilo, estable e ingenioso que cuidaba de su esposa y sus dos hijos, pero que era muy introvertido. En ese momento, tenía problemas con su libido, además de exhibicionismo.

## Asesinatos y agresiones sexuales
Tuchlin atacó a sus víctimas en Gdansk, cerca de Starogard Gdański, Skarszewy, Tczew y también en la zona de los entonces voivodatos de Elbląg y Bydgoszcz. Su víctima más joven tenía 18 años y la mayor 35.
Lista de muertes
| #  | Nombre       | Edad | Fecha de fallecimiento   | Lugar de fallecimiento |
| -- | ------------ | ---- | ------------------------ | ---------------------- |
| 1. | Irena H.     | 18   | 9 de noviembre de 1979   | Niestepowo             |
| 2. | Anastazja E. | 30   | 1 de febrero de 1980     | Gdansk                 |
| 3. | Alicja M.    | 35   | 29 de abril de 1980      | Skowarcz               |
| 4. | Cecylia G.   | 22   | 17 de septiembre de 1980 | Lubiki                 |
| 5. | Izabela S.   | 22   | 19 de noviembre de 1980  | Malbork                |
| 6. | Wanda K.     | 30   | 12 de diciembre de 1980  | Gdansk                 |
| 7. | Halina G.    | 19   | 14 de noviembre de 1981  | Gdansk                 |
| 8. | Bożena S.    | 24   | 8 de diciembre de 1982   | Skarszewy              |
| 9. | Jolanta K.   | 19   | 6 de mayo de 1983        | Narkovy                |

## Investigación, arresto, evaluación psiquiátrica, juicio y sentencia

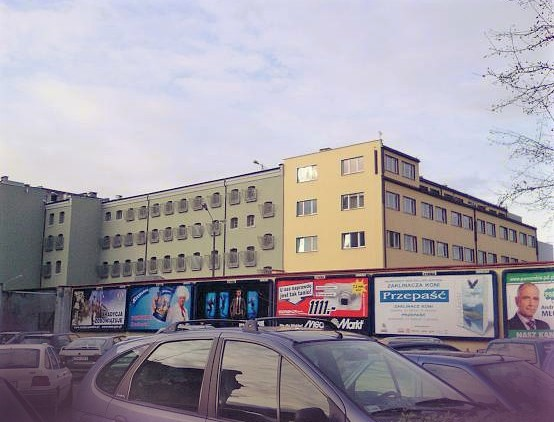
Edificio de Investigación de Gdansk

La policía tuvo conocimiento de un posible asesino en serie ya en noviembre de 1979. El 18 de noviembre de 1979, Tuchlin atacó a Irena H, de 18 años. Mientras lo hacía, perdió el arma homicida, un martillo, en el río Radunia, junto al lugar del asalto. En el metal estaba grabada la palabra ZNTK (Trabajo de Material Rodante [Ferroviario]). La milicia recibió una lista de todas las personas que utilizaban las herramientas, pero Tuchlin no figuraba en la lista. Interrogaron a todos los que, según constaba, habían cogido el martillo, pero todos tenían coartadas creíbles. Es posible que el dueño de la tienda haya extrañado a Tuchlin y no haya registrado su nombre. También es posible que Tuchlin simplemente haya robado el martillo durante las dos semanas que trabajó en la empresa.  El martillo estaba cuidadosamente envuelto en una venda; Según Tuchlin, el martillo le dio un frío en el estómago mientras lo llevaba en los pantalones buscando víctimas.
El 6 de enero de 1983 se formó un grupo especial bajo el nombre de "Escorpión", integrado por 11 personas en la Jefatura Provincial.
Tuchlin fue detenido el 31 de mayo de 1983, a la edad de 37 años, bajo sospecha de robo de madera y salón. Durante el registro de su finca, entre otras cosas, se encontró en el maletero del vehículo la matrícula GDM 1418, junto con el martillo en cuyo mango estaba la sangre de las víctimas.
Tuchlin pasó 6 meses en observación psiquiátrica en Szczecin, donde fue percibido como amable y servicial, descubrió su talento artístico e incluso ganó un concurso para hacer esculturas de pan. El buen material, mezclado con saliva, podía hacer que el pan se formara y luego congelara cualquier forma que se le diera. Tuchlin realizó de esta manera tres maquetas vaginales, incluso decorándolas con cerdas naturales. Se enamoró de una psiquiatra y comenzó a escribirle cartas. Para que ella no pudiera subestimarlo, porque sólo él sabía lo que significaban las palabras "hombre de verdad". Él le regaló una de esas fundas. El médico sufrió una crisis nerviosa.
Durante el curso de la investigación, Tuchlin admitió haber cometido 10 asesinatos y 11 intentos de asesinato. Según afirmó durante el interrogatorio, asesinó para sentirse mejor. Sin embargo, en la audiencia se retractó de su testimonio, alegando que la policía lo obligó a confesar. El 6 de agosto de 1985, el tribunal regional de Gdańsk condenó a muerte a Tuchlin por 9 asesinatos y 11 intentos de asesinato. El Tribunal Supremo confirmó la sentencia y el Consejo de Estado decidió no conceder indulgencia. La sentencia se ejecutó y Tuchlin fue ahorcado en el centro de detención de la calle Kurkowa número 12 el 25 de mayo de 1987. Después de su muerte, fue decapitado y sumergido en un frasco de formalina, que luego desapareció. Fue enterrado en el cementerio de Łostowicki en Gdańsk, en una de las sedes de NN. Según Marek Maj, defensor de Tuchlin durante la investigación, los sepultureros orinaron en el ataúd antes de que se cerrara la tapa.